# Hammermühle (Weiler-Simmerberg)
Hammermühle (westallgäuerisch: Hammərmilə) ist ein Gemeindeteil des Markts Weiler-Simmerberg im  bayerisch-schwäbischen Landkreis Lindau (Bodensee).

## Geografie
Das Dorf liegt circa 1,5 Kilometer nordöstlich des Hauptorts Weiler im Allgäu. Durch den Ort fließt der Gräbenbach. Der im Rothachtal gelegene Ort gehört der Region Westallgäu an.

## Ortsname
Der Ortsname bezeichnet die ehemals ansässige Mühle samt Hammerwerk.

## Geschichte
Hammermühle wurde erstmals im Jahr 1605 als Hammerschmitten an Gröbach urkundlich erwähnt. Die Hammermühle war eine Mahl- und Sägemühle sowie Hammerschmiede am Gräbenbach. Im Jahr 1818 wurden drei Wohngebäude im Ort gezählt. 1898 brannte die Mahlmühle ab, das Sägewerk war bis ins Jahr 1950 in Betrieb. Hammermühle gehörte einst der Gemeinde Simmerberg an.